# LNB Pro A 2011-12
La LNB Pro A 2011-2012 fue la edición número 90 de la Pro A, la máxima competición de baloncesto de Francia. La temporada regular comenzó el 7 de octubre de 2011 y acabó el 16 de junio de 2012. Los ocho mejor clasificados accederían a los playoffs, mientras que el Pau-Lacq-Orthez y el Hyères-Toulon Var Basket descenderían a la Pro B.
El campeón sería por primera vez en su historia el ÉS Chalon-sur-Saône tras derrotar al Le Mans Sarthe Basket en la final a partido único.

## Equipos 2011-12
| Equipo                        | Ciudad              | Pabellón                                                  | Capacidad |
| ----------------------------- | ------------------- | --------------------------------------------------------- | --------- |
| ÉS Chalon-sur-Saône           | Chalon-sur-Saône    | Le Colisée                                                | 4070      |
| Cholet Basket                 | Cholet              | La Meilleraie                                             | 5191      |
| JDA Dijon                     | Dijon               | Palais des Sports Jean-Michel Geoffroy                    | 4600      |
| BCM Gravelines Dunkerque      | Gravelines          | Sportica                                                  | 3500      |
| Hyères Toulon Var Basket      | Hyères – Toulon     | Palais des Sports de Toulon Espace 3000                   | 4700 2200 |
| STB Le Havre                  | Le Havre            | Salle des Docks Océane                                    | 3598      |
| Le Mans Sarthe Basket         | Le Mans             | Antarès                                                   | 6003      |
| ASVEL Basket                  | Lyon – Villeurbanne | Astroballe                                                | 5643      |
| SLUC Nancy Basket             | Nancy               | Palais des Sports Jean Weille                             | 6027      |
| JSF Nanterre                  | Nanterre            | Palais des Sports de Nanterre                             | 1594      |
| Orléans Loiret Basket         | Orléans             | Zénith d'Orléans                                          | 5338      |
| Paris-Levallois Basket        | París – Levallois   | Stade Pierre de Coubertin Palais des Sports Marcel Cerdan | 4200 3050 |
| Élan Béarnais Pau-Lacq-Orthez | Pau                 | Palais des Sports de Pau                                  | 7813      |
| Poitiers Basket 86            | Poitiers            | Les Arènes                                                | 4300      |
| Chorale Roanne Basket         | Roanne              | Halle André Vacheresse                                    | 5010      |
| Strasbourg IG                 | Strasbourg          | Rhénus Sport                                              | 6200      |

## Resultados

### Temporada regular
|    | Equipo               | J  | G  | P  | PF   | PC   | Clasificación      |
| -- | -------------------- | -- | -- | -- | ---- | ---- | ------------------ |
| 1  | Gravelines-Dunkerque | 30 | 27 | 3  | 2377 | 1947 | playoff            |
| 2  | Chalon-sur-Saône     | 30 | 23 | 7  | 2294 | 2272 | playoff            |
| 3  | Orléans              | 30 | 21 | 9  | 2309 | 2119 | playoff            |
| 4  | Le Mans              | 30 | 19 | 11 | 2487 | 2359 | playoff            |
| 5  | Nancy                | 30 | 18 | 12 | 2374 | 2283 | playoff            |
| 6  | Paris-Levallois      | 30 | 17 | 13 | 2449 | 2438 | playoff            |
| 7  | Roanne               | 30 | 16 | 14 | 2287 | 2296 | playoff            |
| 8  | Cholet               | 30 | 16 | 14 | 2387 | 2320 | playoff            |
| 9  | Dijon                | 30 | 14 | 16 | 2099 | 2134 |                    |
| 10 | Strasbourg           | 30 | 14 | 16 | 2306 | 2241 |                    |
| 11 | Nanterre             | 30 | 14 | 16 | 2394 | 2413 |                    |
| 12 | Lyon-Villeurbanne    | 30 | 13 | 17 | 2142 | 2265 |                    |
| 13 | Poitiers             | 30 | 9  | 21 | 2174 | 2336 |                    |
| 14 | Le Havre             | 30 | 9  | 21 | 2315 | 2378 |                    |
| 15 | Pau-Lacq-Orthez      | 30 | 7  | 23 | 2270 | 2570 | Descienden a Pro B |
| 16 | Hyères-Toulon        | 30 | 3  | 27 | 2266 | 2859 | Descienden a Pro B |

### Líderes estadísticos
| Estadística             | Jugador         | Equipo          | Media |
| ----------------------- | --------------- | --------------- | ----- |
| Valoración por partido  | Lamont Hamilton | Paris-Levallois | 20.75 |
| Puntos por partido      | Eric Chatfield  | Paris-Levallois | 19.79 |
| Rebotes por partido     | Chinemelu Elonu | Pau-Lacq-Orthez | 8.30  |
| Asistencias por partido | Kareem Reid     | Hyères-Toulon   | 7.56  |
| Robos por partido       | Andrew Albicy   | Gravelines      | 2.48  |
| Tapones por partido     | Alexis Ajinça   | Strasbourg      | 2.00  |

## Playoffs
|  | Cuartos de final | Cuartos de final     | Cuartos de final |                  |    | Semifinales      | Semifinales | Semifinales |  |   | Final   | Final | Final |  |
|  |                  |                      |                  |                  |    |                  |             |             |  |   |         |       |       |  |
|  |                  |                      |                  |                  |    |                  |             |             |  |   |         |       |       |  |
|  | 1                | Gravelines-Dunkerque | 1                |                  |    |                  |             |             |  |   |         |       |       |  |
|  | 1                | Gravelines-Dunkerque | 1                |                  |    |                  |             |             |  |   |         |       |       |  |
|  | 8                | Cholet               | 2                |                  |    |                  |             |             |  |   |         |       |       |  |
|  | 8                | Cholet               | 2                |                  | 8  | Cholet           | 1           |             |  |   |         |       |       |  |
|  |                  |                      |                  |                  | 8  | Cholet           | 1           |             |  |   |         |       |       |  |
|  |                  |                      | 4                | Le Mans          | 2  |                  |             |             |  |   |         |       |       |  |
|  | 4                | Le Mans              | 4                | Le Mans          | 2  | 2                |             |             |  |   |         |       |       |  |
|  | 4                | Le Mans              |                  |                  |    |                  |             |             |  |   |         |       |       |  |
|  | 5                | Nancy                | 1                |                  |    |                  |             |             |  |   |         |       |       |  |
|  | 5                | Nancy                | 1                |                  |    |                  |             |             |  | 4 | Le Mans | 76    |       |  |
|  |                  |                      |                  |                  |    |                  |             |             |  | 4 | Le Mans | 76    |       |  |
|  |                  |                      | 2                | Chalon-sur-Saône | 95 |                  |             |             |  |   |         |       |       |  |
|  | 2                | Chalon-sur-Saône     | 2                | Chalon-sur-Saône | 95 | 2                |             |             |  |   |         |       |       |  |
|  | 2                | Chalon-sur-Saône     |                  |                  |    |                  |             |             |  |   |         |       |       |  |
|  | 7                | Roanne               | 0                |                  |    |                  |             |             |  |   |         |       |       |  |
|  | 7                | Roanne               | 0                |                  | 2  | Chalon-sur-Saône | 2           |             |  |   |         |       |       |  |
|  |                  |                      |                  |                  | 2  | Chalon-sur-Saône | 2           |             |  |   |         |       |       |  |
|  |                  |                      | 3                | Orléans          | 1  |                  |             |             |  |   |         |       |       |  |
|  | 3                | Orléans              | 3                | Orléans          | 1  | 2                |             |             |  |   |         |       |       |  |
|  | 3                | Orléans              |                  |                  |    |                  |             |             |  |   |         |       |       |  |
|  | 6                | Paris-Levallois      | 0                |                  |    |                  |             |             |  |   |         |       |       |  |
|  | 6                | Paris-Levallois      | 0                |                  |    |                  |             |             |  |   |         |       |       |  |
|  |                  |                      |                  |                  |    |                  |             |             |  |   |         |       |       |  |

## Premios

### Premios de la LNB
MVP de la temporada regular
- MVP extranjero :  Blake Schilb (Chalon-sur-Saône)[9]
- MVP francés :  Fabien Causeur (Cholet)[9]

Mejor jugador joven
- Evan Fournier (Poitiers)

Mejor defensor
- Andrew Albicy (Gravelines-Dunkerque)

Jugador más mejorado
- Evan Fournier (Poitiers)

Mejor entrenador
- Gregor Beugnot (Chalon-sur-Saône)

### MVP de las Finales
- Blake Schilb (Chalon-sur-Saône)

### Jugador del mes
| Mes       | Jugador             | Equipo            |
| --------- | ------------------- | ----------------- |
| Octubre   | Tony Parker         | Lyon-Villeurbanne |
| Noviembre | Nicolas Batum       | Nancy             |
| Diciembre | Taylor Rochestie    | Le Mans           |
| Enero     | Fabien Causeur      | Cholet            |
| Febrero   | Blake Schilb        | Chalon-sur-Saône  |
| Marzo     | Evan Fournier       | Poitiers          |
| Abril     | Patrick Christopher | Cholet            |